# John Pfitzner
John Pfitzner (* 10. November 1940) ist ein ehemaliger australischer Stabhochspringer.
1962 wurde er bei den British Empire and Commonwealth Games in Perth Fünfter mit 4,27 m.
1959 und 1961 wurde er Australischer Meister. Seine persönliche Bestleistung von 4,42 m stellte er am 23. September 1962 auf.